# Olyra
Olyra — рід риб з родини Bagridae ряду сомоподібних. Має 8 видів. Деякі науковці відносять цих сомів до самостійної родини Olyridae.

## Опис
Загальна довжина представників цього роду коливається від 6 до 14,5 см. Це в'юноподібні соми. Голова коротка, подовжена. Очі невеличкі. Вони знаходяться нижче першого шару шкіри. Є 4 пари коротких вусів. Зяброві кришки нахилені до спинного плавця. Тулуб видовжено. Скелет складається з 48-53 хребців. Шкіра гладенька. Спинний плавець з 6-7 м'якими променями. Грудні плавці невеличкі. Черевні плавці мають 6 променів. Тазовий пояс має добре розвинений. Анальний плавець низький, помірно довгий з 15-23 променями. Жировий плавець низький. Хвостовий плавець короткий, роздвоєний, верхня частина більша або його кінці загострені. 
Забарвлення коричневе, сірувате, сталеве зі світлою смугою уздовж тіла.

## Спосіб життя
Населяють річки з швидкою течією і кам'янистими ґрунтами. Спритно шлиндають між валунами. Активні у присмерку. Живляться дрібними ракоподібними і хробаками.
Їх часто тримають для боротьби між собою, ставлячи ставки. 

## Розповсюдження
Мешкають у водоймах Індії, Непалу, Бангладешу і М'янми.

## Види
- Olyra astrifera
- Olyra burmanica
- Olyra collettii
- Olyra horae
- Olyra kempi
- Olyra longicaudata
- Olyra praestigiosa
- Olyra saginata